# Dinastija Nguyễn
Dinastija Nguyễn (Chữ Nôm: 茹阮, vietnamsko Nhà Nguyễn; Chữ Hán: 阮朝, vietnamsko Nguyễn triều) je bila zadnja vietnamska dinastija, ki je vladala enotni vietnamski državi večinoma neodvisno od leta 1802 do 1883. V času svojega obstoja je imperij razširila v današnji južni Vietnam, Kambodžo in Laos z nadaljevanjem večstoletne Nam tiến in siamsko-vietnamske vojne. Po letu 1883 so cesarji Nguyễn nominalno vladali kot državni voditelji francoskih protektoratov Annam in Tonkin do zadnjih mesecev druge svetovne vojne; pozneje so nominalno vladali nad Vietnamskim cesarstvom do avgustovske revolucije.
Družina Nguyễn Phúc je do 16. stoletja vzpostavila fevdalno oblast nad velikimi količinami ozemlja kot lordi Nguyễn, preden je premagala dinastijo Tây Sơn in v 19. stoletju vzpostavila lastno imperialno oblast. Dinastična vladavina se je začela s prevzemom Gia Longa na prestol leta 1802, po koncu prejšnje dinastije Tây Sơn. Dinastijo Nguyễn je v teku več desetletij v drugi polovici 19. stoletja postopoma prevzela Francija, začenši s kampanjo Kočinčina leta 1858, ki je vodila do okupacije južnega območja Vietnama. Sledila je vrsta neenakopravnih pogodb; okupirano ozemlje je v Sajgonski pogodbi leta 1862 postalo francoska kolonija Kočinčina, pogodba iz Huếja leta 1863 pa je Franciji omogočila dostop do vietnamskih pristanišč in večji nadzor nad njenimi zunanjimi zadevami. Končno sta pogodbi iz Huếja iz leta 1883 in 1884 razdelili preostalo vietnamsko ozemlje na protektorata Annam in Tonkin pod nominalno vladavino Nguyễn Phúca. Leta 1887 so bili Kočinčina, Annam, Tonkin in francoski protektorat Kambodža združeni v Francosko Indokino.
Dinastija Nguyễn je ostala uradni cesar Annama in Tonkina v Indokini do druge svetovne vojne. Japonska je leta 1940 s sodelovanjem s Francijo okupirala Indokino, a ker se je vojna zdela vse bolj izgubljena, je marca 1945 strmoglavila francosko upravo in razglasila neodvisnost svojih sestavnih držav. Vietnamsko cesarstvo pod cesarjem Bảo Đạijem je bilo nominalno neodvisna japonska marionetna država v zadnjih mesecih vojne. Končalo se je z abdikacijo Bảo Đạija po predaji Japonske in avgustovski revoluciji protikolonialnega Việt Minha avgusta 1945. To je končalo 143-letno vladavino dinastije Nguyễn.

## Imena

### Việt Nam
Ime Việt Nam (vietnamska izgovorjava: [viə̀t naːm], chữ Hán: 越南) je različica Nam Việt (南越; dobesedno »Južni Việt«), imena, ki ga lahko izsledimo nazaj do dinastije Triệu iz 2. stoletja pr. n. št.  Izraz Việt (Yue) (kitajsko: 越; pinjin: Yuè; kantonski Yale: Yuht; Wade–Giles: Yüeh4; vietnamsko: Việt) v zgodnji srednji kitajščini je bil prvič zapisan z uporabo logotipa 戉 za sekiro (a homofon), v orakeljskih kostnih in bronastih napisih pozne dinastije Šang (ok. 1200 pr. n. št.) in kasneje kot 越. Takrat se je nanašal na ljudstvo ali poglavarja severozahodno od Šanga. V zgodnjem 8. stoletju pr. n. št. se je pleme na srednjem Jangceju imenovalo Jangjue, izraz, ki se je kasneje uporabljal za ljudstva južneje. Med 7. in 4. stoletjem pr. n. št. se je Yue/Việt nanašal na državo Yue v spodnjem porečju Jangceja in njene ljudi. Od 3. stoletja pred našim štetjem se je izraz uporabljal za nekitajsko prebivalstvo južne in jugozahodne Kitajske ter severnega Vietnama, s posebnimi etničnimi skupinami, imenovanimi Minyue, Ouyue, Luoyue (vietnamsko: Lạc Việt) itd., ki se skupaj imenujejo Baiyue (Bách Việt, kitajščina: 百越; pinjin Bǎiyuè; kantonski Yale Baak Yuet; vietnamščina Bách Việt; »Sto Yue/Viet«). Izraz Baiyue/Bách Việt se je prvič pojavil v knjigi Lüshi Chunqiu, sestavljeni okoli leta 239 pr. n. št.. Do 17. in 18. stoletja so izobraženi Vietnamci sebe in svoje ljudi imenovali nguoi viet in nguoi nam, kar je skupaj postalo nguoi viet nam (vietnamsko ljudstvo). Vendar je bila ta oznaka za same Vietnamce in ne za celotno državo.
Oblika Việt Nam (越南) je prvič zapisana v orakularni pesmi Sấm Trạng Trình iz 16. stoletja. Ime je bilo najdeno tudi na 12 stelah, izklesanih v 16. in 17. stoletju, vključno z eno v pagodi Bao Lam v Hải Phòngu, ki je iz leta 1558. Leta 1802 je Nguyễn Phúc Ánh (ki je pozneje postal cesar Gia Long) ustanovil dinastijo Nguyễn. V drugem letu svoje vladavine je prosil cesarja Jiaqing iz dinastije Čing, da mu podeli naziv »ralj Nam Việt / Nanyue« (南越 v kitajski pismenki), potem ko je prevzel oblast v Annamu. Cesar je zavrnil, ker je bilo ime povezano z Nanyuejem Zhao Tuo, ki je vključeval regiji Guangxi in Guangdong na južnem Kitajskem. Cesar Čing se je zato odločil, da bo območje imenoval Việt Nam. Med letoma 1804 in 1813 je ime Vietnam uradno uporabljal cesar Gia Long.

### Đại Nam
Leta 1839, pod vladavino cesarja Minh Mạnga, je bilo uradno ime imperija Đại Việt Nam (大越南, kar pomeni »Veliki Vietnam«) in je bilo skrajšano v Đại Nam (大南, kar pomeni »Veliki jug«).

### Nam Triều
V 1930-ih je vlada v svojih uradnih dokumentih uporabljala ime Nam Triều (Južna dinastija).

### Druga imena
Zahodnjaki so v preteklosti kraljestvo pogosto imenovali Annam ali Anamitsko cesarstvo. Vendar pa v vietnamskem zgodovinopisju sodobni zgodovinarji to obdobje v vietnamski zgodovini pogosto označujejo kot Nguyen Vietnam, alternativno črkovano kot Nguyễn Vietnam ali preprosto Vietnam, da bi razlikovali od kraljestva Đại Việt pred 19. stoletjem.

## Zgodovina

### Izvor in vzpon
Cesarska dinastija je izhajala iz lordov Nguyễn, ki so vladali osrednjemu in južnemu Vietnamu od sredine 16. stoletja, vendar niso nikoli zahtevali cesarskega naziva. V 1770-ih jih je upor Tây Sơn premagal in pobil. Nguyễn Phúc Ánh, preživelemu družinskemu članu, je po desetletjih vojne s siamsko, kitajsko in francosko podporo končno uspelo premagati Tây Sơn in ustvariti enotno vietnamsko državo. Leta 1802 se je povzpel na cesarski prestol pod imenom Gia Long, ki prvič ni bil več na severu, ampak v Huếju v osrednjem Vietnamu.
Država je bila organizirana strogo [[konfucijanstvo|konfucijansko]g in je močno temeljila na praksah kitajske dinastije Čing, ki so ji izkazovali tudi ceremonialni davek (tribut). Prvi cesarji so vladali z absolutno močjo, ustvarili so močno centralno vlado in učinkovito, a represivno upravo.
Pod zgodnjimi cesarji Nguyễn so bile Mekongova delta in zadnje avtonomne regije Cham končno vključene v vietnamsko državo. Tudi veliki deli [[Kambodža|Kambodže]g in Laosa so prišli pod vietnamsko oblast, kar je povzročilo več vojn s Siamom, okoli 1831-1834 in 1841-1845.
Medtem ko je cesar Gia Long (1802-1820) še vedno vodil razmeroma svetovljansko in napredno politiko, so se njegovi nasledniki Minh Mạng (1820-1841), Thiệu Trị (1841-1847) in Tự Đức (1847-1883) odločili za izolacionizem in izolacijo države. Nastajajoče katoliško krščanstvo je bilo prepovedano, njegovi privrženci pa preganjani. Leta 1833 se je Lê Văn Khôi, sin pokojnega južnega podkralja Lê Văn Duyệta, uprl vladavini Minh Mạnga s podporo predvsem kristjanov. Po zadušitvi upora leta 1835 jih je Minh Mạng dal množično usmrtiti.

### Podreditev Franciji
Francija, ki se je začela zanimati za Vietnam vse od misijonarskih potovanj Alexandra de Rhodesa v 17. stoletju, je preganjanje kristjanov vzela kot priložnost, da se vse bolj vključi v tamkajšnje razmere. Leta 1847 so francoske vojne ladje bombardirale Tourane (Đà Nẵng) in potopile lokalno floto, da bi zagotovile izpustitev ujetega misijonarja Dominiquea Lefèbvra. Dve leti prej so ga ujeli; takrat ga je ameriški USS Constitution neuspešno poskušal osvoboditi.
Leta 1857 je cesar Tự Đức dal usmrtiti dva španska misijonarja. Ker je Francosko cesarstvo pravkar poslalo bojno enoto v regijo zaradi druge opijske vojne, je bilo to vzeto kot utemeljitev za "kaznovalno ekspedicijo" proti Vietnamu: kampanja Kočinčina je potekala od 1858 do 1862 pod vodstvom admirala Rigaulta. de Genouilly. Leta 1859 je Gia Định (Sajgon) prevzel Francoze. V sajgonskem miru leta 1862 je moral cesar Tự Đức sprejeti prestop mesta in treh okoliških provinc Franciji. V nadaljnjih pogodbah, ki so temeljile na tem, so si Francozi prizadevali za odprtje vietnamskih pristanišč, prosto plovbo po Mekongu in Rdeči reki, neovirano spreobračanje in končno priključitev preostalih treh južnih provinc. Nastalo območje je bilo organizirano kot kolonija Kočinčina. Tudi kamboški kralj Norodom I. se je kmalu zatem podredil francoski suverenosti.
Ta poraz je pomenil resno izgubo moči za vietnamski imperij. Od leta 1865 so se kitajski uporniki, tako imenovane Črne zastave, uveljavili v severnem Vietnamu (Tonkin). Ker se Tự Đức ni mogel boriti z njimi, se je namesto tega odločil sodelovati z njimi in jih uporabiti kot orožje proti Francozom.
V letih, ki so sledila, so v Franciji postajali vse glasnejši glasovi kolonialistov, ki so pozivali k osvojitvi severnega Vietnama, saj je regija veljala za bogato z mineralnimi viri in je veljala za »vrata na Kitajsko«. Leta 1873 je mornariški častnik in pustolovec Francis Garnier proti svojemu ukazu zasedel hanojsko citadelo, a so ga kmalu zatem v boju ubili pripadniki Črnih zastav. Manj kot deset let kasneje je Henri Rivière ponovil to akcijo in bil leta 1883 prav tako ubit. Tokrat pa je francoska vlada poslala ekspedicijske sile pod vodstvom admirala Courbeta. Ker je bil vietnamski cesarski dvor obtožen podpore Črnim zastavam, je mornarica najprej vdrla v utrdbe Thuận-An blizu Huếja, nato pa napredovala proti zdaj nemočni prestolnici in prisilila cesarske uradnike, da so podpisali izjemno strogo pogodbo o zaščiti (Harmandska pogodba). Vietnam je tako izgubil svojo suverenost in postal francoski protektorat. Leta 1884 naj bi sledila Patenôtre pogodba, ki je bila oblikovana bolj milo, vendar je ohranila ključne pogoje francoske nadvlade.
Ker je cesar Tự Đức pred tem umrl brez otrok, so se njegovi sorodniki in močni dvorni uradniki zdaj borili za oblast; v enem letu so bili umorjeni trije cesarji (Dục Đức, Hiệp Hòa in Kiến Phúc).
Medtem so se francoske čete obrnile proti severu države in kljub občasnim neuspehom premagale Črne zastave in kitajske sile, ki so hitele na pomoč v Tonkinski kampanji do leta 1886. S pogodbo iz Tientsina leta 1885 se je Kitajsko cesarstvo moralo odpovedati vsem zahtevam po suverenosti nad Vietnamom. Severni Vietnam (Tonkin) je bil odcepljen kot ločen protektorat; ponižal dinastijo Nguyên na marionetne vladarje osrednjega Vietnama (imenovanega Anam). Ker tudi Francozi niso priznavali cesarskega naslova, se je v zahodnih državah uveljavila oznaka kralj Annama.

### Kolonialna vladavina
Leta 1885 je prišlo do vstaje v Annamu (gibanje Cần Vương), nakar so Francozi odstavili otroka cesarja Hàma Nghija, ga ujeli in izgnali v Alžirijo. Njegov naslednik Đồng Khánh (1885-1889) je bil popolnoma v rokah Francozov. Po njegovi zgodnji smrti je sledil Thành Thái (1889-1907), ki je bil končno odstavljen zaradi domnevne norosti in ga je nadomestil njegov mladi sin Duy Tân (1907-1916). Ko je med prvo svetovno vojno načrtoval upor proti francoski oblasti, je bil skupaj z očetom izgnan na otok Reunion.
Francozi so zdaj na prestol postavili Khải Địnha (1916-1925), ki je bil tako kot njegov oče Đồng Khánh nenevarna in izjemno šibka figura. V ljudstvu ni imel nobene podpore; Vietnamci so se namesto tega obrnili na voditelja nacionalnega gibanja Phan Bội Châu in Phan Châu Trinh. Po zgodnji smrti zaradi tuberkuloze ga je nasledil sin Bảo Đại (1925–1945), ki je skoraj sedem let dokončal šolanje v Franciji, preden se je vrnil v Vietnam. Bảo Đại se je najprej poskusil z resnimi reformami, a niso bile uspešne, nato pa se je zadovoljil s statusom quo in živel stran od politike. Proti koncu [[druga svetovna vojna|druge svetovne vojne]g so ga Japonci presenetljivo postavili za cesarja vietnamske marionetne vlade, čeprav pred tem ni kazal nobene naklonjenosti japonskemu cilju. Končno je abdiciral avgusta 1945 v korist Ho Ši Minha in Demokratične republike Vietnam. Toda Francozi, ki so se vračali, so ga leta 1949 med indokitajsko vojno kljub temu postavili za »buržoaznega« vodjo države Vietnam. Po francoskem porazu leta 1954 je Bảo Đại končno zapustil državo in se preselil v Francijo, kjer je njegova družina živela nekaj let. Kljub njegovi odsotnosti je ostal vodja države do ustanovitve republike Vietnam, ki jo je leta 1955 ustanovil Ngô Đình Diệm.
Potomci dinastije zdaj živijo v Franciji in pripadajo katoliški cerkvi.

## Seznam
Večina cesarjev je imela na desetine otrok s številnimi ženami, zato so navedeni le pomembni člani dinastije.
1. Nguyễn Phúc Khoát, Nguyễn-Lord von 1738–1765
  1. Nguyễn Phúc Chương
  2. Nguyễn Phúc Luân
    1. Nguyễn Phúc Ánh (Gia Long), erster Kaiser (1802–20)
      1. Nguyễn Phúc Cảnh, Kronprinz
        1. Nguyễn Phúc Mỹ Đường
          1. Nguyễn Phúc Lệ Trung (Lệ Chung)
            1. Nguyễn Phúc Ánh Như (Tang Như)
              1. Nguyễn Phúc Đan (Cường Để), Thronprätendent

      2. Nguyễn Phúc Đảm (Minh Mạng), zweiter Kaiser (1820–41)
        1. Nguyễn Phúc Miên Tông, (Thiệu Trị), dritter Kaiser (1841–47)
          1. Nguyễn Phúc Hồng Bảo
          2. Nguyễn Phúc Hồng Nhậm  (Tự Đức), vierter Kaiser (1847–83)
          3. Nguyễn Phúc Hồng Y
            1. Nguyễn Phúc Ưng Ái (Dục Đức), fünfter Kaiser (1883)
              1. Nguyễn Phúc Bửu Lân (Thành Thái), zehnter Kaiser (1889–1907)
                1. Nguyễn Phúc Vĩnh San (Duy Tân), elfter Kaiser (1907–1916)

          4. Nguyễn Phúc Hồng Cai
            1. Nguyễn Phúc Ưng Kỷ (Đồng Khánh), neunter Kaiser (1885–1889)
              1. Nguyễn Phúc Bửu Đảo (Khải Định), zwölfter Kaiser (1916–1925)
                1. Nguyễn Phúc Vĩnh Thụy (Bảo Đại), dreizehnter und letzter Kaiser (1925–1945)
                  1. Nguyễn Phúc Bảo Long, letzter Kronprinz

            2. Nguyễn Phúc Ưng Đăng (Kiến Phúc), siebter Kaiser (1883–84)
            3. Nguyễn Phúc Ưng Lịch (Hàm Nghi), achter Kaiser (1884–1885)

          5. Nguyễn Phúc Hồng Dật (Hiệp Hòa), sechster Kaiser (1883)

  3. Nguyễn Phúc Hạo (Hiệu)
    1. Nguyễn Phúc Dương, Mitherrscher 1776–1777

  4. Nguyễn Phúc Thuần, Nguyễn-Lord von 1765–1777